# Palicourea orquidea
Palicourea orquidea är en måreväxtart som beskrevs av Charlotte M. Taylor. Palicourea orquidea ingår i släktet Palicourea och familjen måreväxter. Inga underarter finns listade i Catalogue of Life.